# Левков, Анатолий Максимович
Анатолий Максимович Левков — участник Минского коммунистического подполья в годы Великой Отечественной войны.

## Биография
Родился в Минске.
Состоял в ВЛКСМ. В начале войны возглавил комсомольско-молодёжную группу в Октябрьском районе Минска. Члены группы выводили военнопленных в партизанские отряды, совершали диверсии в районе железнодорожного узла, доставали и передавали партизанам оружие и боеприпасы. Участвовал в организации взрыва нефтяной базы в Красном Урочище, в марте 1943 на станции Минск (вместе с Хрусталевой) поджёг 2 цистерны и 2 платформы с горючим.
При аресте был тяжело ранен. Погиб в фашистских застенках. Посмертно награждён орденом Красного Знамени.

## Память
Именем А. М. Левкова названа улица в Минске.